# Liste der Biografien/Sum
Liste der Biografien |
Portal Biografien |
Personensuche
# |
A |
B |
C |
D |
E |
F |
G |
H |
I |
J |
K |
L |
M |
N |
O |
P |
Q |
R |
S |
T |
U |
V |
W |
X |
Y |
Z |
?
 
Sa |
Sb |
Sc |
Sd |
Se |
Sf |
Sg |
Sh |
Si |
Sj |
Sk |
Sl |
Sm |
Sn |
So |
Sp |
Sq |
Sr |
Ss |
St |
Su |
Sv |
Sw |
Sy |
Sz
 
Sua |
Sub |
Suc |
Sud |
Sue |
Suf |
Sug |
Suh |
Sui |
Suj |
Suk |
Sul |
Sum |
Sun |
Suo |
Sup |
Suq |
Sur |
Sus |
Sut |
Suu |
Suv |
Suw |
Sux |
Suy |
Suz
Die Liste der Biografien führt alle Personen auf, die in der deutschsprachigen Wikipedia einen Artikel haben. Dieses ist eine Teilliste mit 256 Einträgen von Personen, deren Namen mit den Buchstaben „Sum“ beginnt.

## Sum
- Sum, Eunice Jepkoech (* 1988), kenianische Mittelstreckenläuferin
- Sum, Ngai-Ling (* 1952), britische Soziologin und Politikwissenschaftlerin

### Suma
- Suma, Lamin (* 1991), sierra-leonischer Fußballspieler
- Suma, Marina (* 1959), italienische Schauspielerin
- Suma, Ndoc (1887–1958), römisch-katholischer Priester und Märtyrer
- Suma-Keita, Baba Ibrahim (1947–2020), sierra-leonischer Leichtathlet
- Sumac, Yma (1922–2008), peruanischstämmige SängerinYma Sumac (1922–2008)

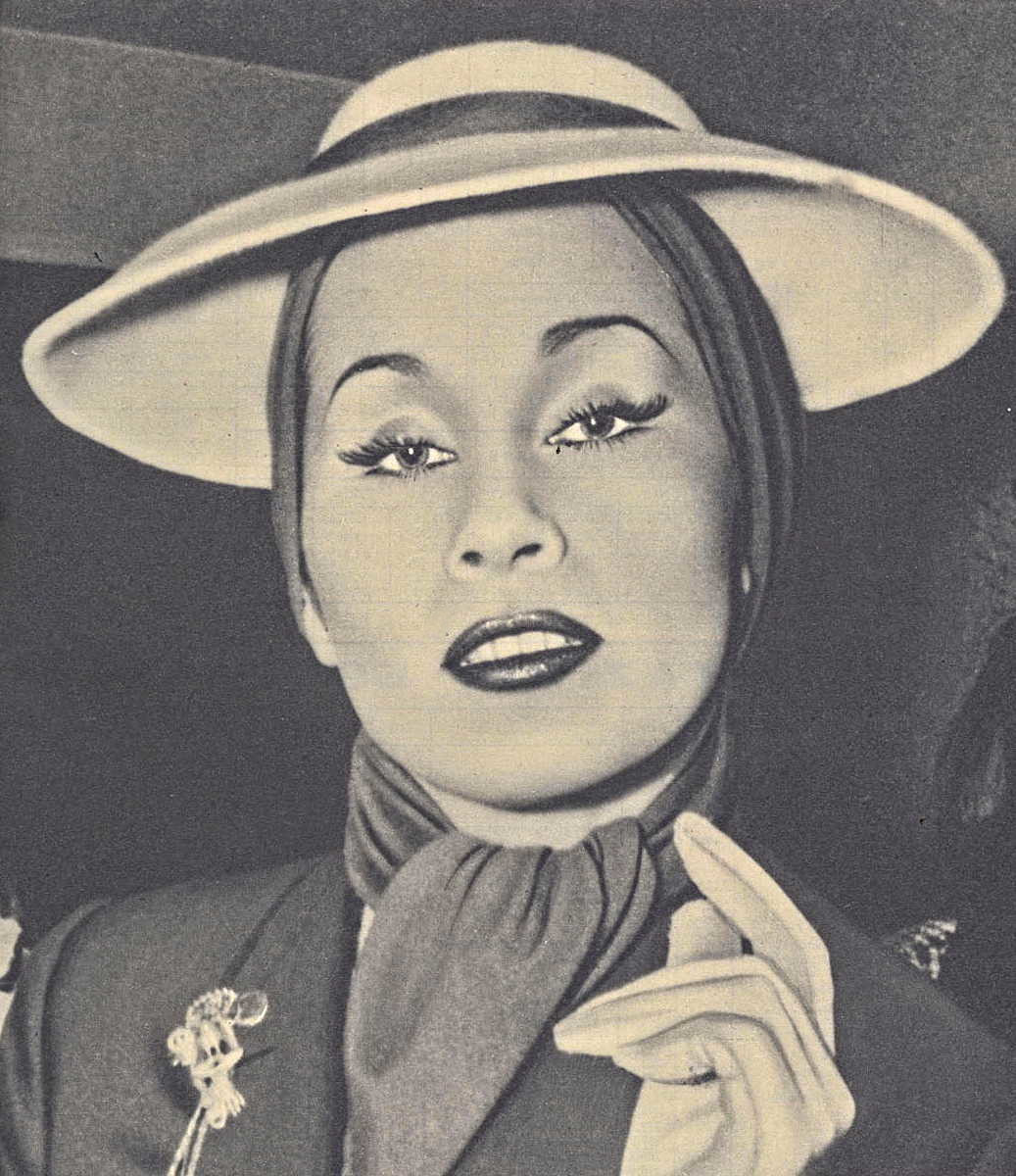
Yma Sumac (1922–2008)

- Sumah-Vospernik, Manuela-Anna (* 1974), österreichische Politikerin (NEOS), Mitglied des Bundesrates
- Sumaila, Rashid (* 1992), ghanaischer Fußballspieler
- Sumaili, Godfridah Nsenduluka (* 1957), sambische Politikerin
- Šumakaris, Vytautas (1933–1999), litauischer Politiker, Mitglied des Seimas
- Suman, Amita (* 1997), nepalesisch-britische Schauspielerin
- Suman, Mariana (* 1951), rumänische Sprinterin und Mittelstreckenläuferin
- Suman, Naciye (1881–1973), türkische Fotografin
- Sumana Salapphet (* 2000), thailändischer Fußballspieler
- Sumani, Abukari (1946–2017), ghanaischer Diplomat
- Sumann, Christoph (* 1976), österreichischer Biathlet und SkilangläuferChristoph Sumann (* 1976)

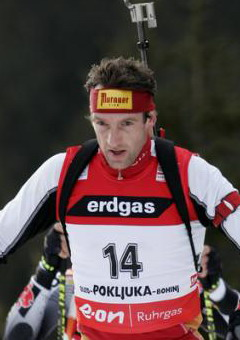
Christoph Sumann (* 1976)

- Šumanović, Sava (1896–1942), jugoslawischer Maler
- Sumanya Purisai (* 1986), thailändischer Fußballspieler
- Sumareh, Mohamadou (* 1991), malaysischer Fußballspieler
- Sumarlin, J. B. (1932–2020), indonesischer Politiker und Wirtschaftswissenschaftler, Finanzminister
- Sumarokow, Alexander Petrowitsch (1717–1777), russischer Dichter, Schriftsteller und Dramatiker
- Sumarokow-Elston, Felix Felixowitsch (1856–1928), russischer Adeliger und Generalleutnant
- Sumarokow-Elston, Felix Nikolajewitsch (1820–1877), russischer Adliger, General und Ataman
- Sumarokow-Elston, Michail Nikolajewitsch (1893–1970), russischer Tennisspieler
- Sumating, Georg Franz von (1659–1721), österreichischer habsburgischer Beamter und Kirchenstifter
- Šumauskas, Motiejus (1905–1982), litauischer Politiker und Ministerpräsident
- Sumawe, Julius (* 1965), tansanischer Marathonläufer
- Sumaya, Manuel de († 1755), mexikanischer Komponist und Kapellmeister
- Sumaye, Frederick (* 1950), tansanischer Politiker, Premierminister von Tansania
- Sumaylo Tumulak, Leopoldo (1944–2017), philippinischer römisch-katholischer Geistlicher, Militärbischof der Philippinen
- Sumayya bint Khayyat († 615), Sklavin

### Sumb
- Sumbat I., König von Georgien
- Sumbatjan, Anaida Stepanowna (1905–1985), armenische klassische Pianistin und Musikpädagogin
- Sumbelelo, Emílio (* 1964), angolanischer Geistlicher, römisch-katholischer Bischof von Viana
- Sumberg, Harold (1905–1994), kanadischer Geiger, Dirigent und Musikpädagoge
- Sumbu, Daniel (* 2007), angolanisch-kongolesischer Fußballspieler
- Sumburane, Sophie (* 1987), deutsche Schriftstellerin, Redakteurin und HerausgeberinSophie Sumburane (* 1987)

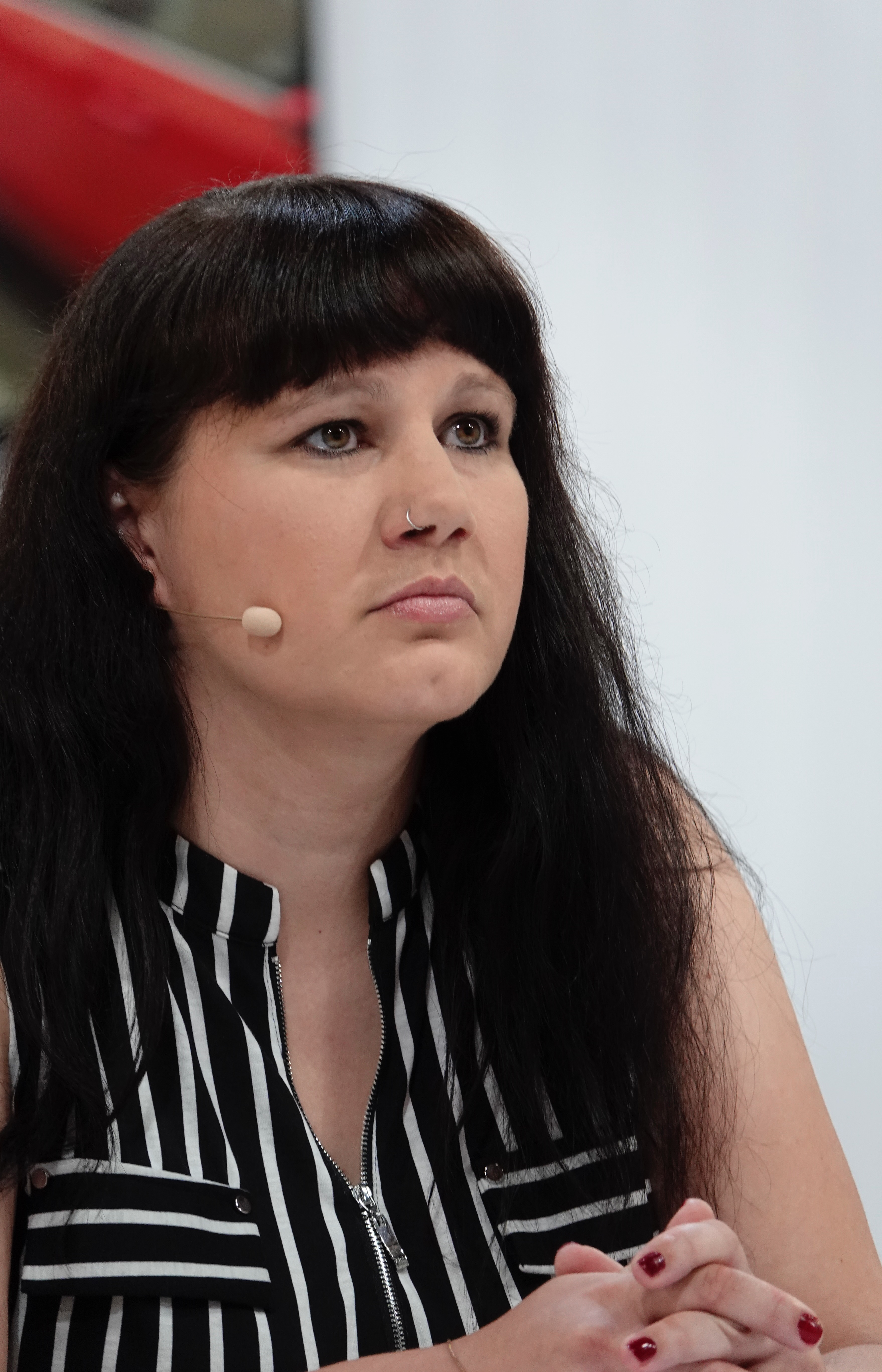
Sophie Sumburane (* 1987)

### Sume
- Süme, Elyasa (* 1983), türkischer Fußballspieler
- Sumedho (* 1934), US-amerikanischer buddhistischer Mönch, Abt des Klosters Amaravati in Hemel Hempstead
- Sumedrea, Ion (* 1925), rumänischer Skilangläufer
- Sumegi, John (* 1954), australischer Kanute
- Sumégné, Joseph-Francis (* 1951), kamerunischer Maler und Bildhauer
- Sumelka, Sebastian (* 1989), deutscher Fußballspieler
- Sümen, Aslı, türkische Schauspielerin
- Sümer, Cevdet (* 1922), türkischer Springreiter
- Sümer, Faruk (1924–1995), türkischer Historiker
- Sümer, Orhan (* 1963), türkischer Politiker (CHP)
- Sümer, Özkan (1937–2020), türkischer Fußballspieler, -trainer und -funktionär
- Sumera, Lepo (1950–2000), estnischer Komponist
- Sumeragi, Natsuki (* 1967), japanische Mangaka und Illustratorin
- Sumerau, Anton Thaddäus von (1697–1771), österreichischer Verwaltungsjurist
- Sumerau, Joseph Thaddäus von (1749–1817), österreichischer Jurist und Verwaltungsbeamter
- Sumerauer, Anton (* 1949), österreichischer Richter und Präsident des Oberlandesgerichts Wien
- Sumerauer, Florian Maria (* 1988), österreichischer Schauspieler
- Sumet Yooto (* 1984), thailändischer Fußballspieler
- Sumeth Saenbut (* 2001), thailändischer Fußballspieler
- Sumethee Khokpho (* 1998), deutsch-thailändischer Fußballspieler
- Sümeyra (1946–1990), türkische Sängerin und Saz-Interpretin

### Sumg
- Sumgin, Michail Iwanowitsch (1873–1942), sowjetischer Naturwissenschaftler und Geologe
- Sumgong, Jemima Jelagat (* 1984), kenianische Marathonläuferin und Olympiasiegerin

### Sumh
- Sumhu'alay Yanuf, Herrscher von Saba

### Sumi
- Sumi, Hansjörg (* 1959), Schweizer Skispringer
- Sumi, Kōshirō (* 2002), japanischer Fußballspieler
- Sumi, Yasuo (1925–2015), japanischer Avantgarde-Künstler
- Sumiala, Antti (* 1974), finnischer Fußballspieler
- Sumić, Marina (* 1991), kroatische Taekwondoin
- Sumich, Roger (* 1955), neuseeländischer Radrennfahrer
- Sumichrast, François (1828–1882), schweizerisch-mexikanischer Naturforscher und Zoologe
- Sumida, Jon T. (* 1949), US-amerikanischer Neuzeithistoriker
- Sumida, Rin (* 1996), japanische Fußballspielerin
- Sumida, Shō (* 1999), japanischer Fußballspieler
- Sumida, Takahiko (* 1991), japanischer Fußballspieler
- Sumii, Sue (1902–1997), japanische Schriftstellerin
- Sumika, Aya (* 1980), US-amerikanische Schauspielerin
- Sumikawa, Kiichi (1931–2023), japanischer Bildhauer
- Sumikawa, Kodai (* 1999), japanischer Fußballspieler
- Suminaga, Kakeru (* 1998), japanischer Fußballspieler
- Suminokura, Ryōi (1554–1614), japanischer Unternehmer und Planer
- Suminwa, Judith Tuluka (* 1967), kongolesische PolitikerinJudith Tuluka Suminwa (* 1967)

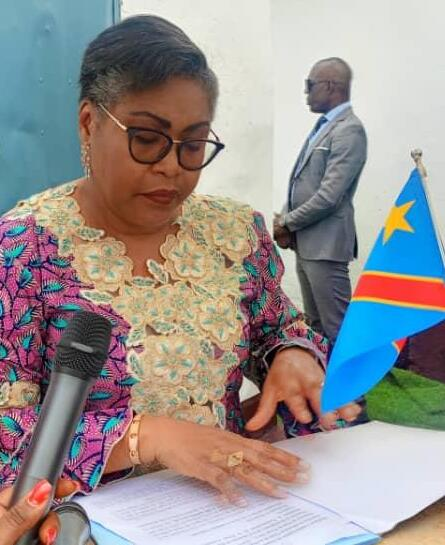
Judith Tuluka Suminwa (* 1967)

- Sumioka, Teruaki Georges (* 1962), japanischer Philosoph, Film- und Medienwissenschaftler, Schriftsteller
- Sumir Daiqing, Fürst der Tümed
- Sumirah, Tati (1952–2020), indonesische Badmintonspielerin
- Sumirat, Iie (1950–2025), indonesischer Badmintonspieler
- Sumire, María (* 1951), peruanische Rechtsanwältin und Politikerin
- Sumita Raishirō (1890–1979), japanischer Offizier, Generalleutnant der Kaiserlich-Japanischen Armee
- Sumitani, Masaki (* 1975), japanischer Comedian, Wrestler und tarento
- Sumiyoshi, Gukei (1631–1705), japanischer Maler
- Sumiyoshi, Jelani Reshaun (* 1997), japanischer Fußballspieler
- Sumiyoshi, Jokei (1599–1670), japanischer Maler
- Sumiyoshi, Kisara (* 2000), japanische Freestyle-Skisportlerin
- Sumiyoshi, Kōsaku (1907–1971), japanischer Speerwerfer
- Sumiyoshi, Miyako (1987–2018), japanische Eisschnellläuferin
- Sumiyoshi, Rion (* 2003), japanische Eiskunstläuferin

### Sumj
- Sumjaa, Dordschsürengiin (* 1991), mongolische Judoka

### Suml
- Sumlin, Hubert (1931–2011), US-amerikanischer Blues-Gitarrist
- Sumlut Gam, Raymond (* 1953), myanmarischer Geistlicher, Bischof von Banmaw

### Summ
- Summ, Ursula (* 1947), deutsche Kochbuch-Autorin
- Summa, Harald A. (* 1953), deutscher Unternehmer
- Summa, Lorenz (1833–1889), deutscher Unternehmer und Gründer der Firma Lorenz Summa
- Summanen, Eveliina (* 1998), finnische Fußballspielerin
- Summanen, Raimo (* 1962), finnischer Eishockeyspieler und -trainer
- Summen, Maurice (* 1974), deutscher Musiker und Musikverleger
- Summenhart, Konrad († 1502), deutscher Theologe, Kanonist und Naturphilosoph
- Summer Cem (* 1983), deutscher RapperSummer Cem (* 1983)

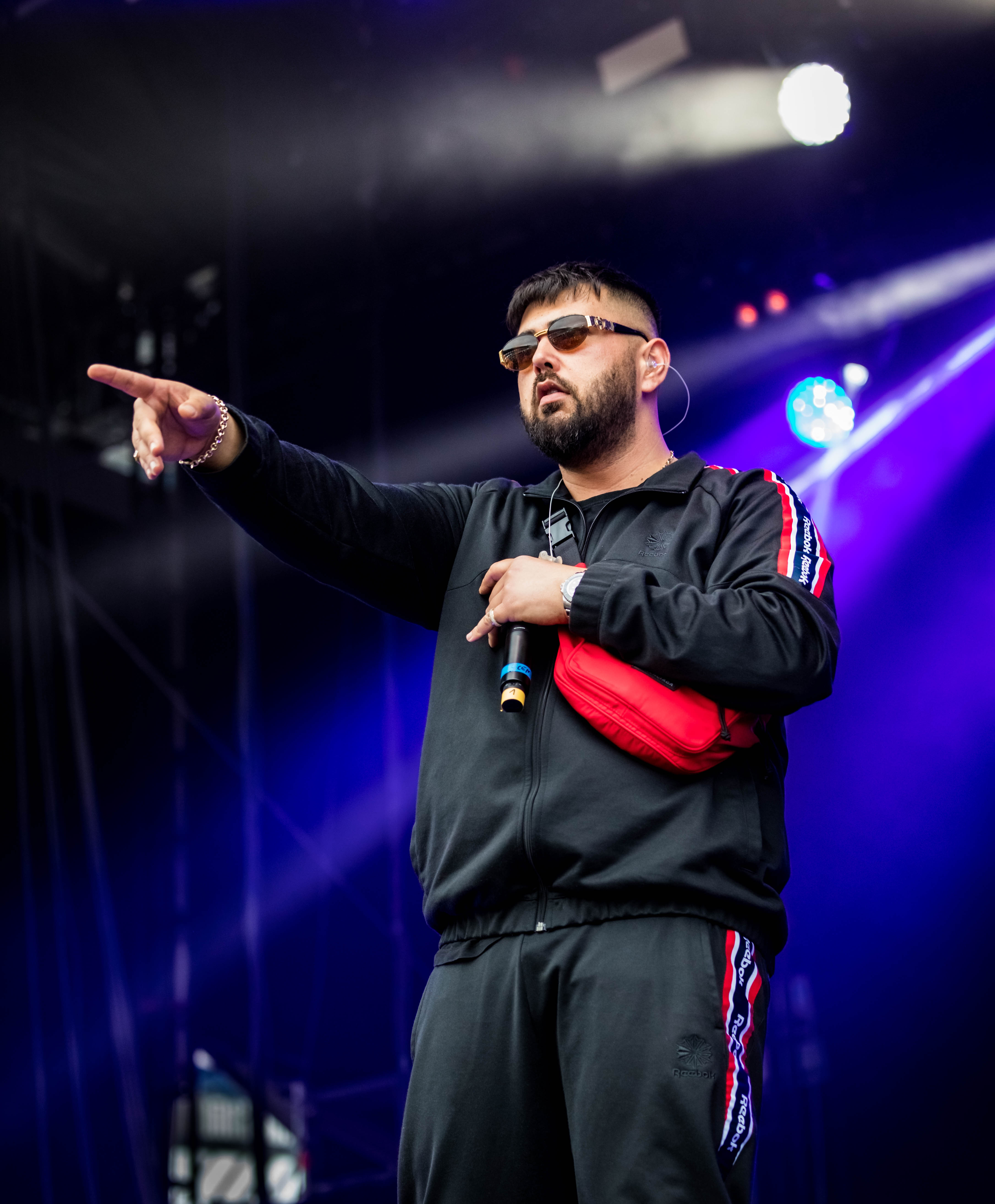
Summer Cem (* 1983)

- Summer, Anton (* 1967), österreichischer Judoka
- Summer, Charly (* 1996), US-amerikanische Pornodarstellerin
- Summer, Cree (* 1969), US-amerikanische Synchronsprecherin, Schauspielerin und Sängerin
- Summer, Donna (1948–2012), US-amerikanische Sängerin und SongschreiberinDonna Summer (1948–2012)

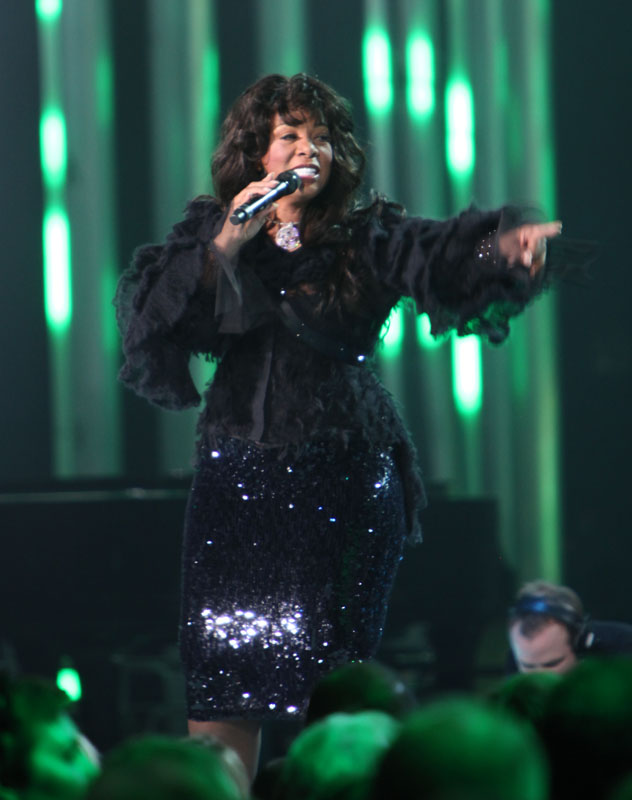
Donna Summer (1948–2012)

- Summer, Hans (* 1951), österreichischer Radrennfahrer
- Summer, Henry Lee (* 1955), US-amerikanischer Musiker
- Summer, India (* 1975), US-amerikanische Pornodarstellerin
- Summer, Jochen (* 1977), österreichischer Radrennfahrer
- Summer, Johanna (* 1995), deutsche Jazzmusikerin (Piano, Komposition)
- Summer, Mary, deutsche Sängerin und Songwriterin
- Summer, René (* 1987), österreichischer Fußballtorwart
- Summer, Roland (* 1955), österreichischer Keramiker
- Summer, Rudolf (1935–2014), deutscher Rechtswissenschaftler
- Summerall, Charles P. (1867–1955), US-amerikanischer General, Chief of Staff of the Army
- Summerbee, Mike (* 1942), englischer Fußballspieler und -trainer
- Summerbee, Nicky (* 1971), englischer Fußballspieler
- Summereder, Roman (* 1954), österreichischer Organist und Cembalist
- Summerer, Fridolin (1628–1674), Schweizer Benediktinermönch, Abt des Klosters Muri
- Summerer, Karlheinz (1934–2013), deutscher Pfarrer
- Summerer, Nikolaus (* 1971), deutscher Kameramann
- Summerer, Sebastian (* 2001), österreichischer American-Football-Spieler
- Summerfield, Arthur E. (1899–1972), US-amerikanischer Politiker
- Summerfield, Rose (1864–1922), australische Frauenrechtlerin, Gewerkschafterin und Arbeiterführerin
- Summerhayes, David (1922–2008), britischer Diplomat
- Summerhayes, Katie (* 1995), britische Freestyle-Skisportlerin
- Summerhayes, Martha (1844–1926), US-amerikanische Autorin
- Summerhill, Daniel (* 1989), US-amerikanischer Cyclocross- und Straßenradrennfahrer
- Summerlin, Ed (1928–2006), amerikanischer Jazzmusiker und Komponist
- Sümmermann, Felix (1889–1970), deutscher Jurist
- Sümmermann, Paul (1862–1913), deutscher Landwirt und Parlamentarier
- Summermatter, Madlen (* 1974), Schweizer Skirennfahrerin
- Summermatter, Marcel (* 1956), Schweizer Radrennfahrer
- Summerour, Lisa, US-amerikanische Schauspielerin
- Summers, Adam (* 1964), US-amerikanischer Biologe
- Summers, Andy (* 1942), englischer Pop- und Rock-GitarristAndy Summers (* 1942)

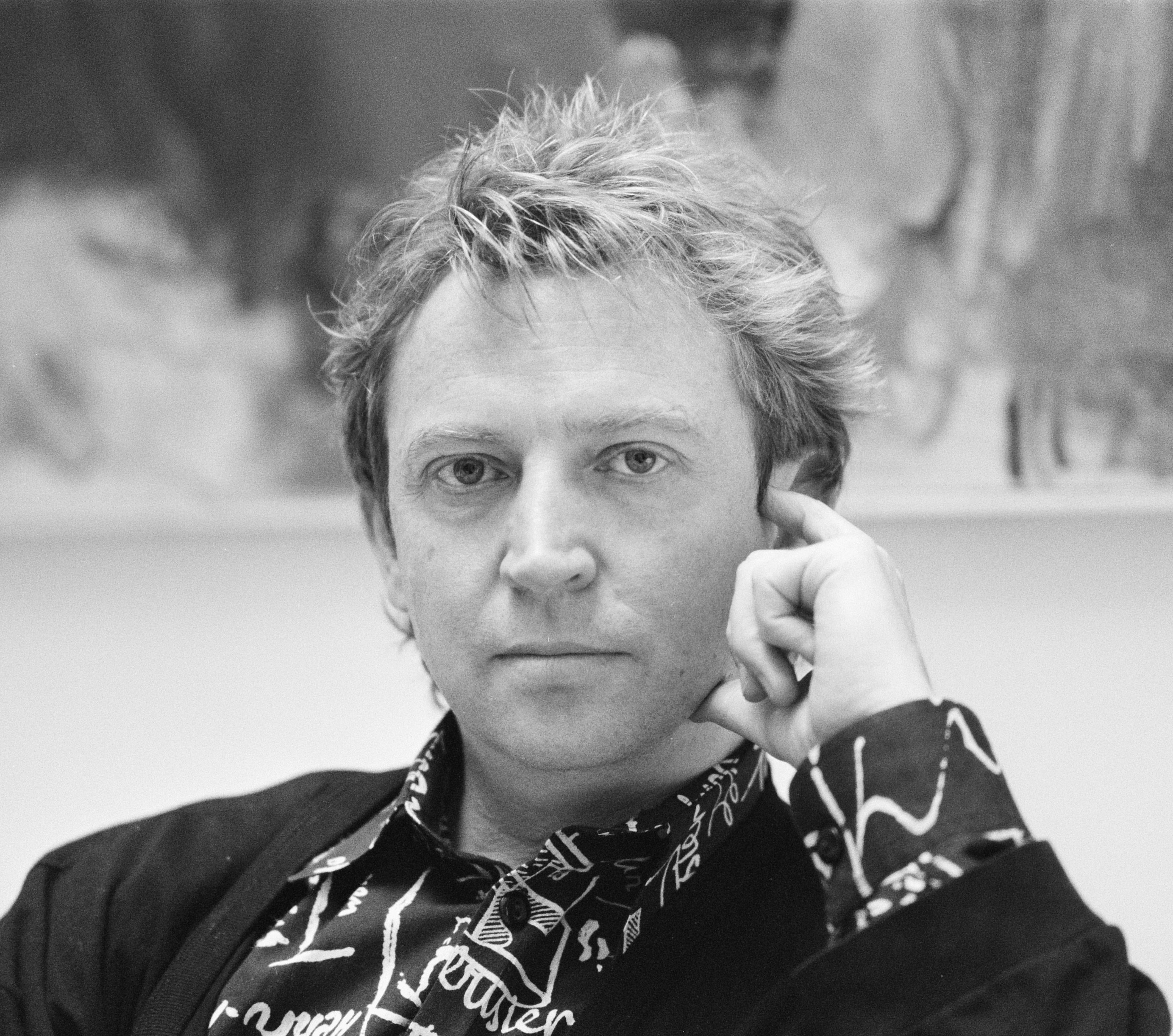
Andy Summers (* 1942)

- Summers, Angela (* 1964), US-amerikanische Pornodarstellerin
- Summers, Anthony (* 1942), irischer Bestseller-Autor und investigativer Journalist
- Summers, Ben (* 2004), schottischer Fußballspieler
- Summers, Bill (1935–2011), US-amerikanischer Automobilkonstrukteur
- Summers, Bill (* 1948), amerikanischer Jazzperkussionist und Musikproduzent
- Summers, Charlie (* 1959), US-amerikanischer Politiker
- Summers, Charlotte (* 2005), spanische Sängerin und Tänzerin
- Summers, Chris (* 1988), US-amerikanischer Eishockeyspieler
- Summers, DaJuan (* 1988), US-amerikanischer Basketballspieler
- Summers, Derrick (* 1988), US-amerikanischer American-Football-, Canadian-Football- und Arena-Football-Spieler
- Summers, Elaine (1925–2014), US-amerikanische Choreographin und Filmemacherin
- Summers, Essie (1912–1998), neuseeländische Schriftstellerin
- Summers, Gary, US-amerikanischer Tontechniker
- Summers, Gene (1939–2021), US-amerikanischer Rockabilly-Musiker
- Summers, George Bernard (1906–1993), kanadischer Diplomat
- Summers, George W. (1804–1868), US-amerikanischer Politiker
- Summers, Gwen (* 1978), US-amerikanische Pornodarstellerin
- Summers, Hope (1896–1979), US-amerikanische Schauspielerin
- Summers, Jeremy (1931–2016), britischer Regisseur und Drehbuchautor
- Summers, Jesse (* 1941), US-amerikanischer Virologe
- Summers, John (* 1957), US-amerikanischer Eiskunstläufer
- Summers, John W. (1870–1937), US-amerikanischer Politiker
- Summers, Kennedy (* 1987), US-amerikanische Schauspielerin, Model und Wertpapierhändlerin
- Summers, Lawrence (* 1954), US-amerikanischer Ökonom und PolitikerLawrence Summers (* 1954)

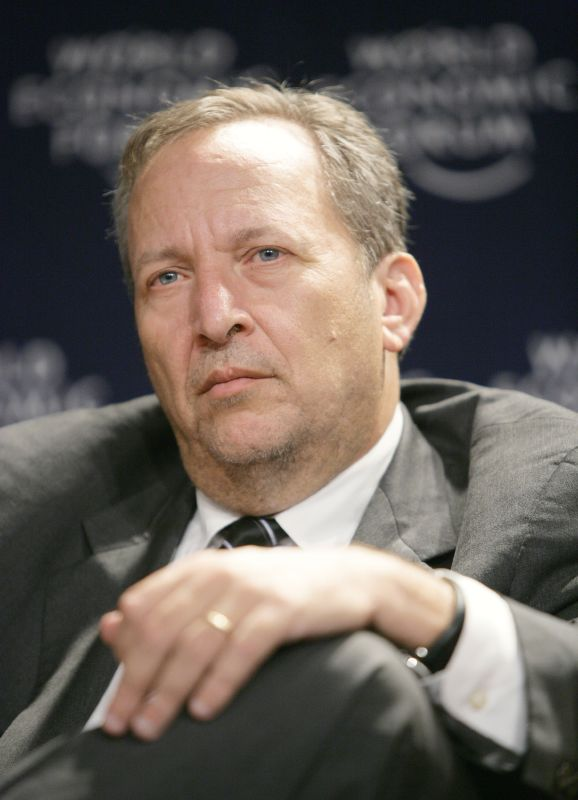
Lawrence Summers (* 1954)

- Summers, Matt, US-amerikanischer Pornodarsteller
- Summers, Montague (1880–1948), britischer Literaturwissenschaftler und Dämonologe
- Summers, Neil (* 1944), US-amerikanischer Stuntman und Schauspieler
- Summers, Shane (1936–1961), britischer Formel-1-Rennfahrer
- Summers, Tara (* 1979), britische Schauspielerin
- Summers, Terri (* 1976), niederländische Pornodarstellerin
- Summers, Walter (1892–1973), britischer Drehbuchautor, Filmregisseur und Filmproduzent
- Summers, Walter (1914–2007), britischer und später US-amerikanischer Radrennfahrer
- Summers, Yale (1933–2012), US-amerikanischer Schauspieler
- Summerscale, Kate (* 1965), britische Sachbuchautorin und Journalistin
- Summersgill, Thomas (1872–1959), englischer Radrennfahrer und Weltmeister
- Summerskill, Edith, Baroness Summerskill (1901–1980), britische Politikerin (Labour), Mitglied des House of Commons
- Summerson, John (1904–1992), britischer Architekturhistoriker und Autor
- Summerton, Antonio (1980–2007), südafrikanischer Schauspieler und Fernsehmoderator
- Summerton, Jonathan (* 1988), US-amerikanischer Rennfahrer
- Summerville, Crysencio (* 2001), niederländischer Fußballspieler
- Summerville, Donald Dean (1915–1963), 53. Bürgermeister von Toronto
- Summerville, Slim (1892–1946), US-amerikanischer Schauspieler und Komiker
- Summit, John (* 1994), US-amerikanischer DJ und Musikproduzent (Tech House)
- Summitt, Pat (1952–2016), US-amerikanische Basketballspielerin und -trainerin

### Sumn
- Sumner, Allen Melancthon (1882–1918), Offizier im United States Marine Corps
- Sumner, Bernard (* 1956), britischer Gitarrist, Sänger und Keyboard-Spieler
- Sumner, Charles (1811–1874), US-amerikanischer Politiker
- Sumner, Charles A. (1835–1903), US-amerikanischer Politiker
- Sumner, Charlotte, US-amerikanische Neurologin
- Sumner, Chris (* 1943), australischer Politiker, Abgeordneter und Minister
- Sumner, Claude (1919–2012), kanadischer Äthiopienforscher und Hochschullehrer für Philosophie
- Sumner, Daniel A. (* 1950), US-amerikanischer Agrarökonom
- Sumner, Daniel H. (1837–1903), US-amerikanischer Politiker
- Sumner, Edwin Vose (1797–1863), US-amerikanischer Generalmajor der US-Heeres
- Sumner, Eliot (* 1990), englische/r Musiker/inEliot Sumner (* 1990)

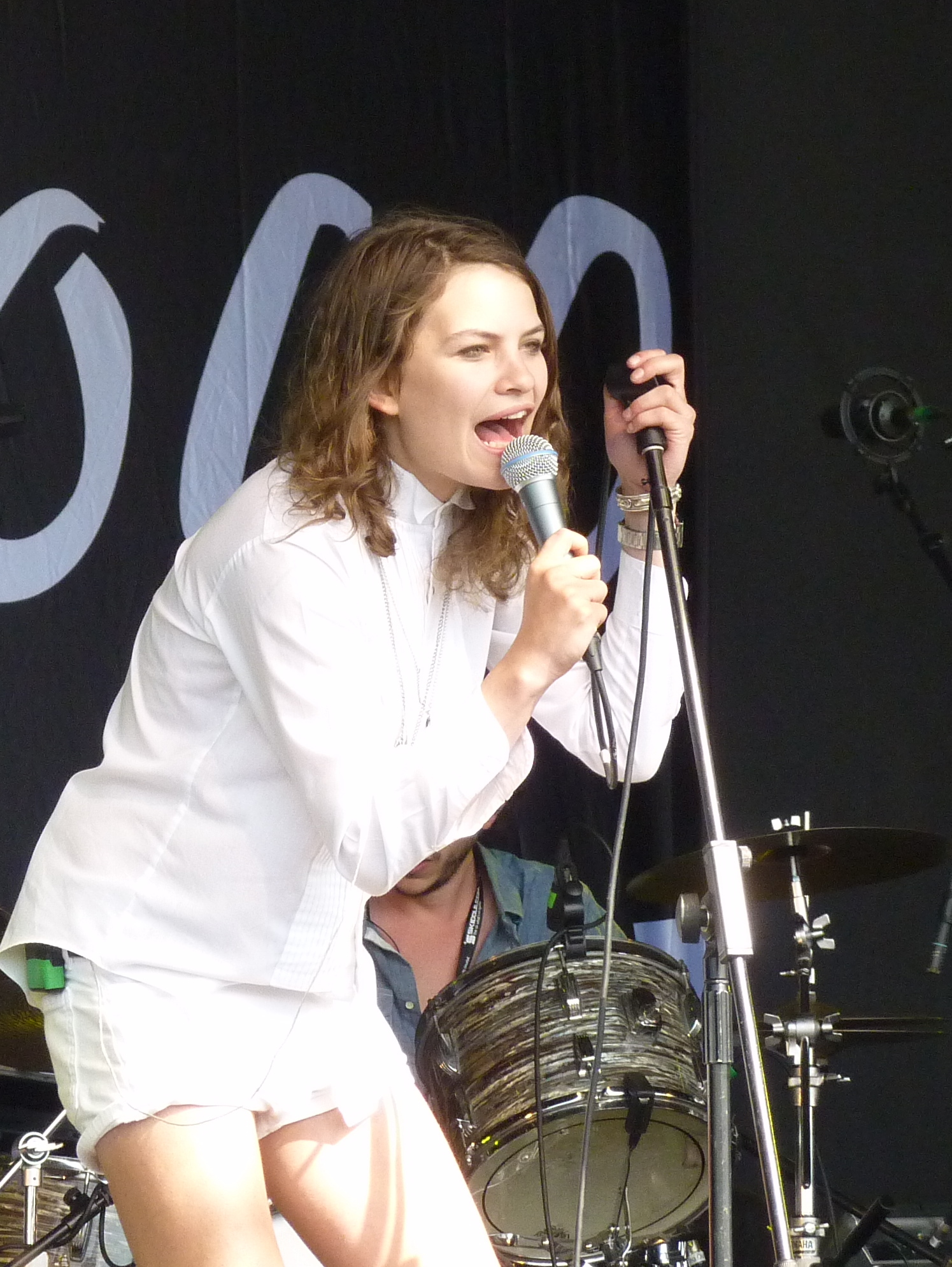
Eliot Sumner (* 1990)

- Sumner, George G. (1841–1906), US-amerikanischer Politiker
- Sumner, Heywood (1853–1940), englischer Künstler, Kunsthandwerker, Buchillustrator und Amateurarchäologe
- Sumner, Increase (1746–1799), US-amerikanischer Politiker und Jurist
- Sumner, J. D. (1924–1998), US-amerikanischer Sänger und Songschreiber
- Sumner, James Batcheller (1887–1955), US-amerikanischer Chemiker, Nobelpreis für Chemie (1946)
- Sumner, Jessie (1898–1994), US-amerikanische Politikerin
- Sumner, Joe (* 1976), britischer Musiker
- Sumner, John (1765–1791), britischer Seemann
- Sumner, John (* 1951), britischer Schauspieler
- Sumner, Kurt (* 1973), britischer Biathlet
- Sumner, Maria (* 1961), deutsche Schauspielerin, Sängerin (Sopran), Hörspiel- und Synchronsprecherin
- Sumner, Mickey (* 1984), britische SchauspielerinMickey Sumner (* 1984)

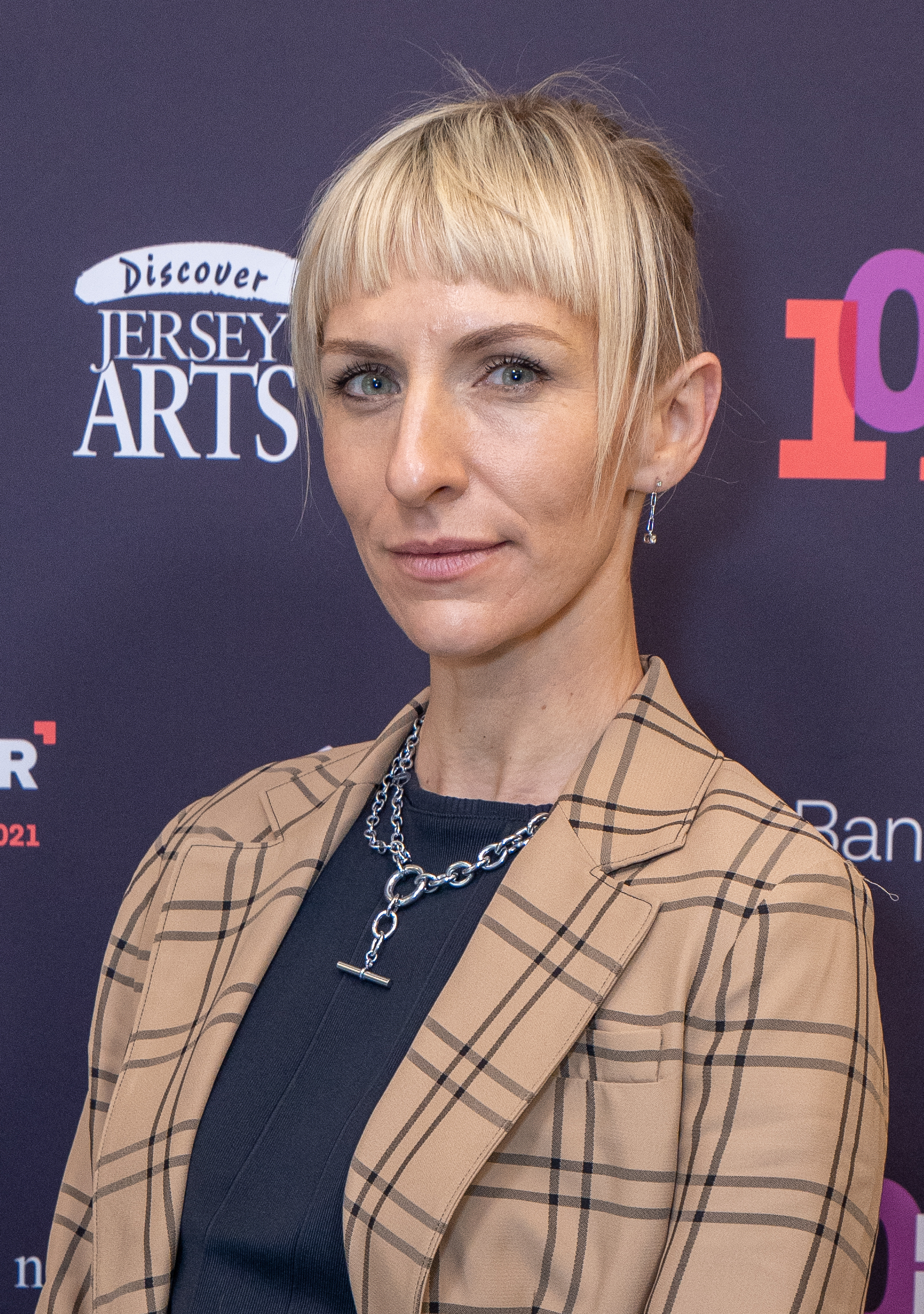
Mickey Sumner (* 1984)

- Sumner, Peter (1942–2016), australischer Schauspieler in Film und Fernsehen
- Sumner, Scott (* 1955), US-amerikanischer Ökonom und Blogger
- Sumner, Seirian, englische Entomologin und Professorin
- Sumner, Steve (1955–2017), neuseeländischer Fußballspieler
- Sumner, Stuart (* 1981), britischer Musicaldarsteller
- Sumner, Thomas (1807–1876), US-amerikanischer Kapitän
- Sumner, William Graham (1840–1910), US-amerikanischer Soziologe
- Sumners, Cristina († 2013), US-amerikanische Schriftstellerin
- Sumners, Hatton W. (1875–1962), US-amerikanischer Politiker
- Sumners, Rosalynn (* 1964), US-amerikanische Eiskunstläuferin
- Sümnich, Torsten (* 1973), deutscher Fußballspieler
- Sumnikau, Ihar (* 1966), belarussischer Radrennfahrer

### Sumo
- Sumo! (* 1976), luxemburgischer Street-Art-Künstler
- Sumo, Tama, deutsche House- und Techno-DJ
- Sumohadiwidjojo, Muhammad Subuh (1901–1987), indonesischer islamischer Geistlicher, Gründer der Subud-Bewegung
- Sumon, Rasel Kabir, bangladeschischer Badmintonspieler
- Šumová, Diana (* 1994), tschechische Tennisspielerin
- Sumowski, Werner (1931–2015), deutscher Kunsthistoriker

### Sump
- Sump, Florian (* 1981), deutscher MusikerFlorian Sump (* 1981)

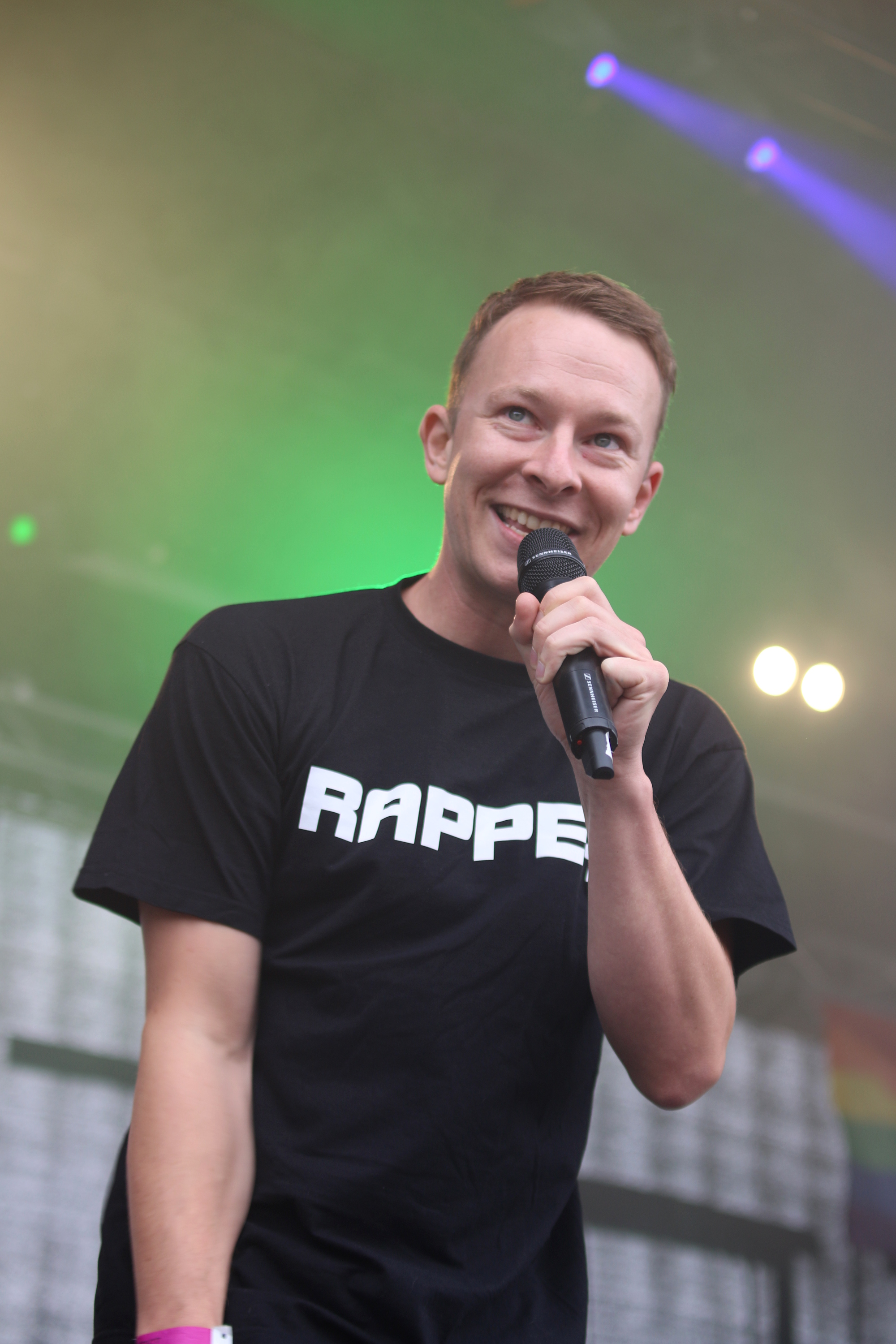
Florian Sump (* 1981)

- Sump, Hans (1925–2012), deutscher Fußballspieler
- Sumpa Yeshe Peljor (* 1704), mongolischer Historiker, Astronom und Pharmakologe der Gelug-Schule des tibetischen Buddhismus
- Sumper, Helene (1854–1926), deutsche Lehrerin, Frauenrechtlerin und Sozialpolitikerin
- Sumpf, Hans-Georg (1924–2007), deutscher Politiker (SED) und Funktionär
- Sumpf, Hermann (1882–1967), deutscher Politiker, Landtagsabgeordneter im Volksstaat Hessen
- Sumpter, Donald (* 1943), britischer Schauspieler
- Sumpter, Jeremy (* 1989), US-amerikanischer Schauspieler
- Sumpter, Tika (* 1980), US-amerikanische Schauspielerin
- Sumption, Jonathan (* 1948), britischer Historiker und Jurist

### Sumr
- Sumrall, Lester (1913–1996), US-amerikanischer Geistlicher der Pfingstbewegung, Gründer der LeSEA-Rundfunk- und Fernsehgesellschaft

### Sums
- Sumser, Bert (1913–2009), deutscher Leichtathletiktrainer
- Sumser, Erwin (1891–1961), deutscher Arzt
- Sumsion, Herbert (1899–1995), englischer Musiker, der als Organist an der Kathedrale von Gloucester wirkte (1928–1967)
- Sumska, Olha (* 1966), ukrainische Theater- und Filmschauspielerin
- Šumski, Alexander (1933–2022), rumänisch-deutscher Musikwissenschaftler, Pianist, Dirigent, Komponist und Universitätsmusikdirektor in Tübingen
- Šumskis, Edgars (* 1988), lettischer Langstrecken und Hindernisläufer

### Sumt
- Sumter, Thomas (1734–1832), US-amerikanischer Militär im Amerikanischen Unabhängigkeitskrieg und PolitikerThomas Sumter (1734–1832)

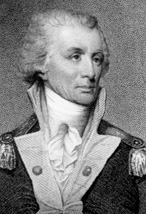
Thomas Sumter (1734–1832)

- Sumter, Thomas junior (1768–1840), US-amerikanischer Politiker

### Sumu
- Sumu-abum, babylonischer König und Gründer der 1. Dynastie von Babylonien
- Șumudică, Marius (* 1971), rumänischer Fußballspieler und -trainer
- Sumuhu'ali Dharih, Herrscher von Saba
- Sumuhu'ali I., Herrscher von Saba
- Sumuhu'ali Yanuf I., Herrscher von Saba
- Sumuhu'ali Yanuf II., Herrscher von Saba
- Sumuhu'ali Yanuf III., Herrscher von Saba
- Sumulael († 1845 v. Chr.), König von Babylonien
- Sumulong, Lorenzo (1905–1997), philippinischer Politiker
- Sumulong, Victor (1946–2009), philippinischer Politiker
- Sumusalo, Mikko (* 1990), finnischer Fußballspieler

### Sumz
- Sumzow, Nikolai Fjodorowitsch (1854–1922), russisch-ukrainischer Folklorist, Ethnograph, Literaturwissenschaftler und eine Persönlichkeit des öffentlichen Lebens